# Regno Shu
Il regno di Shu (o Shu Han 蜀漢T, Shǔ HànP) è stato uno dei Tre Regni e sorse verso il 220 d.C. nella parte occidentale della Cina, con capitale la città di Chengdu.
Tra i Tre Regni era il meno potente militarmente e anche il più recente: si era formato in seguito alla battaglia di Chi Bi. Nel Regno di Shu si unirono i lealisti, che volevano restaurare la gloria del tempo degli Han. Grande nemico di Shu era Wei, usurpatore della corona della Cina.
Durante la rivolta dei Turbanti Gialli condotta da Zhang Jiao, che imperversava nel paese con effetti devastanti, Liu Bei stipulò un patto con i leggendari guerrieri Guan Yu e Zhang Fei, il famoso Patto del Giardino di Pesco, più volte citato nel celeberrimo Romanzo dei Tre Regni: i tre diventarono fratelli di sangue e giurarono di riportare in Cina ordine e pace. Si unirono così agli sforzi di altri nobili e militari, tra cui Cao Cao, Sun Jian, Yuan Shao per contrastare la rivolta in atto. 
Tuttavia, non appena ottenuta la vittoria su Zhang Jiao, il sempre maggiore prestigio e forza militare dei singoli signorotti portò gli stessi ad ingaggiare una lotta intestina per il predominio, con una progressiva diminuzione del potere della dinastia Han. 
Ne susseguì un lungo periodo di guerra civile, che vide la lenta caduta della famiglia reale e la formazione di tre nuovi regni: Wei, Wu e, appunto, Shu.
Il fondatore di questo regno fu proprio il famoso Liu Bei, appartenente alla nobiltà ma di famiglia povera, noto a corte come lo "Zio Bei".
Il territorio di Shu era formato dalle province di Jing e Yi, in una regione montuosa della Cina. Dopo la Battaglia di Chi Bi Liu Bei prese il controllo di Jing sconfiggendo Han Xuan (208)e i suoi ufficiali. Successivamente Liu Bei attaccò Liu Zhang, sovrano di Yi. Il suo stratega Pang Tong conquistò il castello di Lou e Lou Feng Po, importantissime roccaforti strategiche, ma venne scambiato per Liu Bei ed assassinato da Zhang Ren. 
Liu Bei, malgrado la perdita di Pang Tong, continuò la sua avanzata verso Mian Zhou e Cheng Du, sconfiggendo più volte le truppe di Liu Zhang grazie anche al talento dei suoi ufficiali (tra cui Wei Yan, Guan Yu, Zhang Fei, Zhao Yun). Dopo la morte di Liu Zhang e la conquista di Yi, le truppe di Shu sedarono un tentativo di rivolta di Ma Chao e Ma Dai, ex ufficiali di Liu Zhang; dopo la ribellione entrarono a far parte dell'esercito Shu.
Shu prosperò a lungo, sconfisse più volte Wei (HanZhong) ma la sua prima grave sconfitta avvenne a Fanchen: Guan Yu, il miglior generale di Shu, venne ucciso e Shu venne sconfitto da Lu Xun a Yi Ling.
Dopo Yi LIng il potere passò a Liu Chan, figlio di Liu Bei, e Zhuge Liang, astuto stratega. Egli, sedate le tribù Nanman guidate da Meng Hou, iniziò una battaglia verso nord contro Wei; fece disertare Jiang Wei ed avanzò con successo, ma quando Sima Yi prese il controllo dell'esercito Wei la situazione cambiò bruscamente: Zhang He sconfisse Ma Su a Jie Ting e Zhuge Liang fu costretto ad ucciderlo. Nella battaglia di Wu Zhang, morì per malattia Zhuge Liang, causando una ritirata dell'esercito in territorio amico.
Dopo Wu Zhang il ruolo di Zhuge Liang fu preso da Jiang Wei, che insieme a Xiahou Ba (disertore di Wei) attaccò il nord, con scarso successo. Sima Yan passò all'offensiva e nel 262 Liu Chang si arrese all'esercito Wei che assediava Cheng Du. Jiang Wei fu ucciso poco dopo in battaglia e la dinastia Shu ebbe fine, così come il sogno di riportare al potere la dinastia Han.

## Personaggi di rilievo di Shu
- Liu Bei
- Guan Yu
- Zhang Fei
- Zhuge Liang
- Zhao Yun
- Huang Zhong
- Ma Chao
- Ma Dai
- Wei Yan
- Jiang Wei
- Zhang Yi
- Yan Yan
- Zhang Bao
- Guan Ping
- Guan Suo
- Guan Xing
- Wang Ping
- Yue Ying